# Іванов Іван Олександрович (Білорусь)
Іван Олександрович Іванов (1898, місто Мінськ, тепер Республіка Білорусь — розстріляний 29 жовтня 1937, місто Мінськ, тепер Республіка Білорусь) — білоруський радянський діяч, секретар ЦК КП(б) Білорусії із транспорту. Кандидат у члени Бюро ЦК КП(б) Білорусії з 1927 до 6 грудня 1933 року. Член ЦВК Білоруської РСР.

## Життєпис
З вересня 1918 до липня 1920 року служив у загоні особливого призначення Всеросійської надзвичайної комісії (ВЧК) на Західному фронті.
Член РКП(б) з 1919 року.
З липня 1920 до лютого 1922 року служив у залізничних військах РСЧА на Південному фронті.
У лютому 1922 — серпні 1923 року — уповноважений Народного комісаріату шляхів сполучення РРФСР по Мінському району Олександрівської залізниці.
У серпні 1923 — липні 1924 року — слухач Центральної партійної школи КП(б) Білорусії. Одночасно був секретарем партійного осередку  школи.
У липні 1924 — березні 1925 року — секретар комітету КП(б) Білорусії станції Мінськ Олександрівської залізниці.
У березні 1925 — листопаді 1926 року — відповідальний секретар Октябрського районного комітету КП(б) Білорусії міста Мінська.
У листопаді 1926 — травні 1927 року — відповідальний секретар Міського районного комітету КП(б) Білорусії міста Мінська.
У травні 1927 — листопаді 1928 року — відповідальний секретар Октябрського районного комітету КП(б) Білорусії міста Мінська.
У листопаді 1928 — червні 1929 року — голова Центрального бюро ЦК Спілки залізничників Білоруської СРР.
У червні 1929 — липні 1930 року — голова Центрального правління Спілки металістів Білоруської СРР.
У липні 1930 — листопаді 1931 року — заступник голови Центральної контрольної комісії КП(б) Білорусії — заступник народного комісара робітничо-селянської інспекції Білоруської СРР.
16 листопада 1931 — 6 грудня 1933 року — секретар ЦК КП(б) Білорусії із транспорту.
У вересні 1933 — травні 1936 року — начальник політичного відділу 4-го відділення Московсько-Курської залізниці в місті Горький.
У травні 1936 — серпні 1937 року — начальник політичного відділу Горьковської залізниці.
9 серпня 1937 року заарештований органами НКВС СРСР. 28 жовтня 1937 року Військовою колегією Верховного Суду СРСР засуджений до страти, розстріляний наступного дня в Мінській в'язниці.
Посмертно реабілітований у 1956 році.

## Нагороди та звання
- орден «Знак Пошани» (4.04.1936)